# Euclichthyidae
Euclichthyidae zijn een familie van straalvinnige vissen uit de orde van Kabeljauwachtigen (Gadiformes). Ze komen voor in de wateren rond Nieuw-Zeeland en Australië.

## Geslacht
- Euclichthys McCulloch, 1926